# Unfinished Business (filme)
Unfinished Business (bra: Negócios Fora de Controle; prt: Negócios de Ocasião) é um filme de comédia lançado em 2015, dirigido por Ken Scott e estrelado por Vince Vaughn, Tom Wilkinson e Dave Franco. A produção é dos Estados Unidos e foi distribuída pela 20th Century Fox.

## Sinopse
Dan Trunkman (Vince Vaughn) abandona seu emprego e decide abrir sua própria empresa. Ao lado de dois parceiros inusitados — o veterano Timothy McWinters (Tom Wilkinson) e o jovem Mike Pancake (Dave Franco) — eles embarcam para a Europa para fechar um negócio importante. No entanto, tudo sai do controle e eles acabam envolvidos em uma série de situações absurdas.

## Elenco
- Vince Vaughn – Dan Trunkman
- Tom Wilkinson – Timothy McWinters
- Dave Franco – Mike Pancake
- Sienna Miller – Chuck Portnoy
- Nick Frost – Bill Whilmsley
- James Marsden – Jim Spinch

## Produção
O filme foi gravado em diversas locações na Alemanha e Bélgica. É a segunda colaboração entre o diretor Ken Scott e Vince Vaughn após o filme De Repente Pai (2013).

## Recepção
Negócios Fora de Controle foi um fracasso de crítica e público. No Rotten Tomatoes, possui apenas 10% de aprovação com base em 93 resenhas. No Metacritic, tem nota 32/100.

## Lançamento
O filme estreou nos Estados Unidos em 6 de março de 2015.